# Nomada wootonella
Nomada wootonella är en biart som beskrevs av Cockerell 1909. Nomada wootonella ingår i släktet gökbin, och familjen långtungebin. Inga underarter finns listade i Catalogue of Life.